# Wendilgarda assamensis
Espèce
Wendilgarda assamensis est une espèce d'araignées aranéomorphes de la famille des Theridiosomatidae.

## Distribution
Cette espèce se rencontre en Inde et en Chine au Yunnan,. Elle a été découverte dans la grotte Siju dans les Garo Hills au Meghalaya.

## Étymologie
Son nom d'espèce, composé de assam et du suffixe latin -ensis, « qui vit dans, qui habite », lui a été donné en référence au lieu de sa découverte, l'Assam.

## Publication originale
- Fage, 1924 : Araneids from the Siju Cave, Garo Hills, Assam. Records of the Indian Museum, Calcutta, vol. 26, p. 63-67.